# Cornel Coman
Cornel Coman (n. 14 iunie 1936, Livezile - d. 16 ianuarie 1981, București) a fost un actor român cu o activitate foarte bogată în teatru, televiziune și filme. A absolvit Institutul de Artă Teatrală și Cinematografică „I.L. Caragiale” , după care a activat la Teatrul Bulandra.
În film, interpretează personaje pozitive.

## Biografie
Alexandru-Corneliu Coman s-a născut în anul 1936, în satul Găuri, comuna Vidra, judeul Putna, azi Livezile din județul Vrancea, fiind unul dintre cei șapte copii ai familiei Alexandru și Magdalena Coman.  A urmat Liceul „Unirea” din Focșani. În anul 1963 a absolvit Institutul de Artă Teatrală și Cinematografică „I.L. Caragiale” (IATC), la clasa profesorului Constantin Moruzan.
Își începe cariera actoricească pe scena „Teatrului de Stat” din Brașov, pe care o continuă la Teatrul Bulandra din București.
Debutează pe marele ecran în 1966 în pelicula „Un film cu o fată fermecătoare” (regia Lucian Bratu, cu Margareta Pâslaru, Ștefan Iordache, Marin Moraru), relevând un stil de joc elegant, calm și destins, care îi va influența ulterior cariera artistică. Chipul său particular și fotogenic, ca și siguranța gestului dramatic, schițat cu laconism, dar bogat în tonalități expresive, îi asigură marele succes de care s-a bucurat, fiind unul dintre cei mai solicitați actori români de film, cu roluri de primă mărime.
Printre colegii alături de care joacă, se numără Ștefan Iordache, Marin Moraru, Ernest Maftei, Mircea Albulescu, Amza Pellea, Octavian Cotescu, Lazăr Vrabie, Irina Gărdescu, Emanoil Petruț, Ana Széles, Silviu Stănculescu, Vasilica Tastaman, Dem Rădulescu, Ilarion Ciobanu, Gina Patrichi, Silvia Popovici, Gheorghe Cozorici etc.

Despre Cornel Coman, actorul Ion Besoiu scria în Revista noastră, la 9 martie 1981, următoarele: 
„A fost actorul și omul care a străfulgerat scena și ecranul românesc cu o lumină specială, aproape unică în melancolia ei. Ceva ce semăna cu amurgurile din Vrancea atât de dragă lui și atât de des evocată în conversațiile fugare sau lungi de-o noapte cu colegii și prietenii. A fost actorul care s-a prăbușit pe scenă ca un albatros pe nava pe care o iubea… A fost o pasăre cântătoare rară, care a zburat din pomul constelației noastre prea devreme, dureros de devreme.”
O boală necruțătoare l-a răpus la numai 44 de ani, într-un moment de mare succes în cariera artistică și în plină putere de creație.

## Premii
- 1981: Premiul ACIN "Pentru întreaga activitate"

## Filmografie
- Partea ta de vină... (1963)
- Diminețile unui băiat cuminte (1967)
- Un film cu o fată fermecătoare (1967) - procuror
- Mihai Viteazul (1971) - Balogh
- Serata (1971)
- Pădurea pierdută (1971), r. Andrei Blaier
- Cireșarii (serial TV), 1972, r. Andrei Blaier
- Puterea și adevărul (1972)
- Felix și Otilia (1972) - dublaj de voce Leonida Pascalopol
- Drum în penumbră (1972)
- Sfînta Tereza și diavolii (1972)
- Dragostea începe vineri (1973)
- Un august în flăcări (1973), r. Radu Gabrea, Doru Năstase, Dan Pița - Dumitru Tronaru
- Trecătoarele iubiri (1974)
- Trei scrisori secrete (1974)
- Tată de duminică (1975)
- Pe aici nu se trece (1975)
- Comedie fantastică (1975)
- Concert din muzică de Bach (film TV, 1975)
- Alarmă în Deltă (1976)
- Casa de la miezul nopții (1976)
- Prin cenușa imperiului (1976)
- Ultimele zile ale verii (1976)
- Tufă de Veneția (1977)
- Buzduganul cu trei peceți (1977)
- Războiul Independenței (Serial TV) (1977), r. Doru Năstase, Gh. Vitanidis, Sergiu Nicolaescu)
- Pentru patrie (1978)
- Ecaterina Teodoroiu (1978)
- Totul pentru fotbal (1978)
- Omul care ne trebuie (1979)
- Întoarcerea lui Vodă Lăpușneanu (1980)
- Al treilea salt mortal (1980)
- Ancheta (1980)
- Munții în flăcări (1980) - Simion Bărnuțiu
- La răscrucea marilor furtuni (1980)
- Iancu Jianu zapciul (1981)
- Iancu Jianu haiducul (1981)
- Detașamentul „Concordia” (1981)
- Carol I - Un destin pentru România (2009)